# Rhythm of the Rain
Rhythm of the Rain är en sång av den amerikanska vokalgruppen The Cascades. Den är skriven av medlemmen John Claude Gummoe och utgavs som singel i november 1962. Produktionen innehåller bland annat pålagt ljud av regn och åska, samt en celesta. Efter några månader blev låten en hit i både Nordamerika, Europa och Oceanien. Gruppen fick ingen mer notabel hitsingel.
I Frankrike blev låten en stor hit i såväl originalversionen som en fransk version, "En écoutant la pluie", med text av Richard Anthony. Den spelades in av Sylvie Vartan. 1967 blev låten åter en hit i Sverige i en version av Fabulous Four.
Låten finns med i filmen Quadrophenia från 1979, och är också medtagen på dess soundtrackalbum.

## Listplaceringar
| Lista (1963)   | Position              |
| -------------- | --------------------- |
| Frankrike      | 2                     |
| Kanada         | 1 (CHUM Hit Parade)   |
| Irland         | 1                     |
| Norge          | 7 (VG-lista)          |
| Nya Zeeland    | 2 (Lever Hit Parade)  |
| Storbritannien | 5 (UK Singles Chart)  |
| Sverige        | 6 (Kvällstoppen)      |
| Sverige        | 3 (Tio i topp)        |
| USA            | 3 (Billboard Hot 100) |